# Discestra intermedia
Discestra intermedia là một loài bướm đêm trong họ Noctuidae.